# Довжик (Підгоренський район)
Довжик (рос. Должик) — хутір у Підгоренському районі Воронезької області Російської Федерації.
Населення становить 64 особи (2010). Входить до складу муніципального утворення Сергіївське сільське поселення.

## Історія
Населений пункт розташований у історичному регіоні Чорнозем'я. Від 1928 року належить до Підгоренського району, спочатку в складі Центрально-Чорноземної області, а від 1934 року — Воронезької області.
Згідно із законом від 15 жовтня 2004 року входить до складу муніципального утворення Сергіївське сільське поселення.

## Населення
| 1859 | 1900 | 2007 | 2009 | 2010 |
| ---- | ---- | ---- | ---- | ---- |
| 451  | ↘306 | ↘85  | ↘66  | ↘64  |